# Xã Center, Quận Hall, Nebraska
Xã Center (tiếng Anh: Center Township) là một xã thuộc quận Hall, tiểu bang Nebraska, Hoa Kỳ. Năm 2010, dân số của xã này là 867 người.